# Hiodon tergisus
Hiodon tergisus is een straalvinnige vissensoort uit de familie van de tandharingen (Hiodontidae). De wetenschappelijke naam van de soort is voor het eerst geldig gepubliceerd in 1818 door Lesueur.